# 에우세비오 폰셀라

에우세비오 폰셀라(스페인어: Eusebio Poncela, 1945년 9월 15일 ~ )는 스페인의 배우이다.
마드리드에서 태어났다.

## 영화
- 포비든 섀도우 (2010년) - 막시밀리안 역
- 나는 비와 함께 간다 (2008년)
- 테레사 (2007년)
- 보르히아:역사상 가장 타락한 교황 (2006년)
- 자매들 (2005년)
- 800 블렛 (2002년)
- 블랙 세레나데 (2001년)
- 인택토 (2001년)
- 슬립워커 (1998년)
- 마르틴 (1997년)
- 엘도라도 (1988년)
- 욕망의 법칙 (1987년)
- 마타도르 (1986년)
- 아레바토 (1979년)
- 오그로 (1979년)
- 카니발 맨 (1971년)